# Быстряк шеститочечный
Быстряк шеститочечный (лат. Agonum sexpunctatum) — вид жужелиц из подсемейства Platyninae.

## Описание
Жук длиной от 7 до 9,5 мм, шириной не менее 3 мм. Верхняя часть тела обычно двухцветная: голова и переднеспинка зелёные, редко синие, надкрылья медно-красные с зелёным боковым краем; нередко верх чёрно-бронзовый (A. s. montanum)..

## Экология
Активен в дневное время суток.